# فنسنت نيومان
فنسنت نيومان (بالإنجليزية: Vincent Newman)‏ هو منتج أفلام أمريكي، ولد في 12 أغسطس 1965 في كاليفورنيا في الولايات المتحدة.

## وصلات خارجية
- فنسنت نيومان على موقع IMDb (الإنجليزية)
- فنسنت نيومان على موقع قاعدة بيانات الفيلم (الإنجليزية)